# Leonard Sesler
Leonard Sesler ( * - 1785 ) fue un médico, y botánico italiano.

## Algunas publicaciones
- 1750. Della storia naturale marina dell' Adriatico: saggio. Ed. Appresso Francesco Storti. 81 pp.
- vitaliano Donati, leonardo Sesler. 1758. Essai sur l'histoire naturelle de la Mer adriatique: avec une lettre du Dr. Leonard Sesler. Ed. Chez Pierre de Hondt. 73 pp.

## Honores

### Epónimos
Género
- (Poaceae) Sesleria Nutt.[1]

Especies
- (Poaceae) Cynosurus sesleria Schrank[2]

- La abreviatura «Sesl.» se emplea para indicar a Leonard Sesler como autoridad en la descripción y clasificación científica de los vegetales.[3]